# Олица
Олица — река в России, протекает в Бежаницком и Новоржевском районах Псковской области. Устье реки находится в 20 км по левому берегу реки Льсты. Длина реки составляет 27 км, площадь водосборного бассейна 251 км².
Олица вытекает из северной оконечности северо-западного плёса озера Алё (Бежаницкий район). Течёт на север в лесистой местности, впадает в Льсту рядом с деревней Коньково (Макаровская волость, Новоржевский район).
В среднем течении на реке стоит деревня Заборье (Макаровская волость). В 2 км от устья, по левому берегу реки впадает река Скоробытка. В 17 км от устья, по левому берегу реки впадает река Берёзовка.

## Данные водного реестра
По данным государственного водного реестра России относится к Балтийскому бассейновому округу, водохозяйственный участок реки — Великая. Относится к речному бассейну реки Нарва (российская часть бассейна).
Код объекта в государственном водном реестре — 01030000112102000028267.